# Apocyneae
Apocyneae, tribus zimzelenovki, dio potporodice Apocynoideae. Sastoji dse od sedam podtribusa s oko 24 roda i oko 113 vrsta.
Tribus je opisan 1831.

## Podtribusi
1. Amphineuriinae Pichon ex M.E. Endress
  1. Amphineurion (A.DC.) Pichon
  2. Sindechites Oliv.
  3. Streptoechites D.J.Middleton & Livsh.
2. Apocyinae Pichon
  1. Apocynum L.
  2. Cleghornia Wight
3. Beaumontiinae Pichon ex M.E. Endress
  1. Beaumontia Wall.
  2. Parepigynum Tsiang & P.T.Li
  3. Vallaris Burm.f.
4. Chonemorphinae Pichon ex M.E. Endress
  1. Chonemorpha G.Don
  2. Trachelospermum Lem.
  3. Vallariopsis Woodson
5. Ichnocarpinae Benth. & Hook.f.
  1. Aganosma (Blume) G.Don
  2. Amalocalyx Pierre
  3. Baharuia D.J.Middleton
  4. Epigynum Wight
  5. Ichnocarpus R.Br.
  6. Micrechites Miq.
  7. Pottsia Hook. & Arn.
6. Papuechitinae Pichon ex M.E. Endress
  1. Anodendron A.DC.
  2. Ixodonerium Pit. in H.Lecomte
  3. Papuechites Markgr.
7. Urceolinae Pichon ex M.E.Endress
  1. Aganonerion Pierre ex Spire
  2. Parameria Benth.
  3. Urceola Roxb.